# Crocus laevigatus
Crocus laevigatus là một loài thực vật có hoa trong họ Diên vĩ. Loài này được Bory & Chaub. miêu tả khoa học đầu tiên năm 1832.